# Сервино, Камило
Камило Родольфо Сервино (21 марта 1926 — 15 ноября 2017) — аргентинский футболист, который играл на позиции нападающего. Он провёл большую часть своей карьеры в колумбийских командах.
За свою карьеру он выступал за аргентинский «Индепендьенте», а также колумбийские «Америка Кали» и «Депортиво Кали».
Он умер 15 ноября 2017 года в городе Кали в возрасте 91 года.

## Карьера
Он дебютировал за «Индепендьенте» в возрасте 17 лет, в этом клубе он играл с такими футболистами, как Висенте де ла Мата, Арсенио Пастор Эрико, Антонио Састре и другие. Тем не менее, несмотря на свой юный возраст, он был игроком основы и стал одним из самых выдающихся футболистов клуба в 40-х и 50-х годах. В 1948 году вместе с «Индепендьенте» после ряда хороших сезонов без трофеев он выиграл чемпионат. Червино забивал в каждом втором матче, вызвав своей результативностью интерес со стороны многих клубов.
В начале 1950 года нападающий прибыл в Колумбию, чтобы подписать контракт с «Депортиво Кали». В команде он играл в течение пяти лет с 1950 по 1954 год, когда клуб начал испытывать финансовые проблемы.
В 1954 году Камило Сервино вернулся на родину, снова став игроком «Индепендьенте». На этом этапе карьеры он развился как многофункциональный форвард, хотя ранее всегда играл на правом фланге.
В 1958 году он вернулся в Колумбию, став игроком «Америки Кали». Он оставался в команде до сезона 1961 года, став с «Америкой» вице-чемпионом Колумбии в 1960 году. Он вернулся в «Депортиво Кали» в 1961 году, но в следующем сезоне снова перебрался в «Америку», где работал до ухода со спорта в 1966 году.